# Trichopoda flava
Trichopoda flava är en tvåvingeart som beskrevs av Roder 1885. Trichopoda flava ingår i släktet Trichopoda och familjen parasitflugor.
Artens utbredningsområde är Puerto Rico. Inga underarter finns listade i Catalogue of Life.